# Championnats du monde de handi-escalade 2019
Navigation
Édition précédente Édition suivante
Les Championnats du monde de handi-escalade de 2019 se tiennent à Briançon, en France les 16 et 17 juillet 2019.

## Organisation
Les championnats de handi-escalade devaient initialement se dérouler à Hachioji, en même temps que les championnats du monde des athlètes valides, comme c’est le cas depuis 2011 ; pour des raisons logistiques, l’IFSC ne peut organiser ces compétitions simultanément au Japon, et choisit finalement d’organiser un événement indépendant à Briançon.

## Podiums
Source des résultats
| Catégorie                                    | Or                   | Argent                          | Bronze                |
| -------------------------------------------- | -------------------- | ------------------------------- | --------------------- |
| Déficient visuel B1 hommes                   | Koichiro Kobayashi   | Francisco Javier Aguilar Amoedo | Daniil Lisichenko     |
| Déficient visuel B2 hommes                   | Sho Aita             | Justin Salas                    | Richard Slocock       |
| Déficient visuel B2 femmes                   | Abigail Robinson     | Yumi Ejiri                      | Edith Scheinecker     |
| Déficient visuel B3 hommes                   | Cosmin Florin Candoi | Lux Losey Sail                  | Motohiro Ejiri        |
| Amputation d’un membre inférieur AL-1 hommes | Angelino Zeller      | Hideyuki Ouchi                  | Tanner Cislaw         |
| Amputation d’un membre inférieur AL-2 hommes | Thierry Delarue      | Urko Carmona Barandiaran        | Albert Guardia Ferrer |
| Amputation d’un membre inférieur AL-2 femmes | Lucie Jarrige        | Joanna Newton                   | Jaqueline Fritz       |
| Amputation d’un membre supérieur AU-2 hommes | Matthew Phillips     | Mor Michael Sapir               | Kevin Bartke          |
| Amputation d’un membre supérieur AU-2 femmes | Solenne Piret        | Maureen Beck                    | Melinda Vigh          |
| Mobilité réduite RP1 hommes                  | Bastien Thomas       | Alessio Cornamusini             | Korbinian Franck      |
| Mobilité réduite RP2 hommes                  | Behnam Khalaji       | Benjamin Mayforth               | Manikandan Kumar      |
| Mobilité réduite RP2 femmes                  | Hannah Baldwin       | Anita Aggarwal                  | Leanora Volpe         |
| Mobilité réduite RP3 hommes                  | Romain Pagnoux       | Mathieu Besnard                 | Gregor Selak          |
| Mobilité réduite RP3 femmes                  | Aika Yoshida         | Momoko Yoshida                  | Martha Evans          |